# Glyptorhaestus nigrifemur
Glyptorhaestus nigrifemur là một loài tò vò trong họ Ichneumonidae.